# Ладзаро Бастиани
Ладзаро Бастиани (Падуа, 1429 – 5 април 1512) е италиански художник.

## Биография
Вероятно е роден във Венеция или Падуа около 1429 г., син на Якопо.
Първите сведения за кариерата му датират от 1449 г., годината, в която той вече е независим художник.
От 1460 г. се установява за постоянно във Венеция, където извършва различни работи, като тази за църквата „Сан Самуеле“ и за Scuola Grande di San Marco.
През 70-те години на XV век той става член на Scuola di San Girolamo. През 1508 г. получава поръчка от Джовани Белини да оцени, заедно с Виторе Карпачо, стенописите на Джорджоне, рисувани върху главната фасада на Fondaco dei Tedeschi.
Ладзаро Бастиани се смята от някои историци на изкуството за учител на Карпачо заради приликите в стила и композицията на техните картини.
Неговите синове Алвизе и Винченцо през последното десетилетие на XV век и първото на XVI век са били наети като мозаечни художници за базиликата „Сан Марко“.

## Произведения
- Adorazione dei Magi, ок. 1475 г.
- Pentecoste, ок. 1487 г.
- San Girolamo porta il leone al convento, Pinacoteca di Brera.
- San Girolamo nel deserto.
- Madonna col Bambino, angeli e la Trinità, Museo Poldi Pezzoli.
- Madonna col Bambino.